# Веремій Анжела Анатоліївна
Анже́ла Анато́ліївна Веремі́й (нар. 23 травня 1965) — українська письменниця.

## Біографія
Народилася 23 травня 1965 р. в м. Хмільник на Вінниччині. Закінчила філологічний факультет Вінницького педагогічного інституту (1992). Все життя працює в системі освіти. Учасниця обласних літературних об'єднань «Золота троянда», «Автограф» та ім. В. Стуса.

Живе у рідному місті.

## Літературна діяльність
Поетка, прозаїк. Перші публікації ще школярки були надруковані у місцевій пресі. Авторка книг «Літо надій» (2002), «Квіти для коханого» (2003), «Осіння мелодія» (2010), «Небо любові» (2012), «З любов'ю до землі, обличчям до людини» (2013), «Заради добра і краси» (2013), «На барвінковій огняній землі» (2014), «Обираючи свободу» (2014, у співавторстві), «У краї мальв і полину» (2015), «Позиція гідності» (2015), «Вулиці мого міста» (2016), «Молилися три Марії» (2016), «Таємниці подільських верб» (2017), «Світло єдиної дороги» (2018), «Чорнобильська правда гірка» (2019), «Мереживо долі» (2019), «І тиша проситься у слово» (2020), «Музика осіннього скрипаля» (2021), «Молитва під кулями» (2022), «Славень Хмільнику» (2023), «Остання висота» (2024), «Шлях у безсмертя» (2024); публікацій у періодиці, колективних збірках та альманахах.

Переможниця творчого конкурсу ім. О. Гетьмана (2014). Лауреатка краєзнавчої премії ім. В. Вовкодава (2021). Нагороджена відзнакою «За заслуги перед Вінниччиною» (2022). Почесний краєзнавець України (2023).

Член НСЖУ, НСКУ, НСПУ з 2019 р., Наукового товариства ім. Шевченка, Товариства письменників і журналістів імені Івана Франка. 
|                          | Є у віршах Анжели Веремій образ України як матері ніжної рослинності, птатства і різної звірини. Але є Україна як край, що в колі світових народів грає визначну роль, і цій ролі належить поважне майбутнє. Ці патріотичні почуття формуються у неї в кращий спосіб і дають щедрі наслідки у поетичних версіях, у струнких, розмірених рядках, барвистих епітетах, пластичних метафорах… |
| — Григір Мовчанюк (2002) | |

|                         | У всіх своїх книжках Анжела Веремій постає майстром коротких форм – малих оповідань, шкіців, етюдів. Їх така велика множина, що вони ніколи не укладаються в завершені сюжети, але неодмінно чіпляють за душу… Дуже добрий, милосердний і співчутливий талант у письменниці Анжели Веремій, а головне – співзвучний часові. |
| — Іван Волошенюк (2017) | |